# Lent gravitatòria

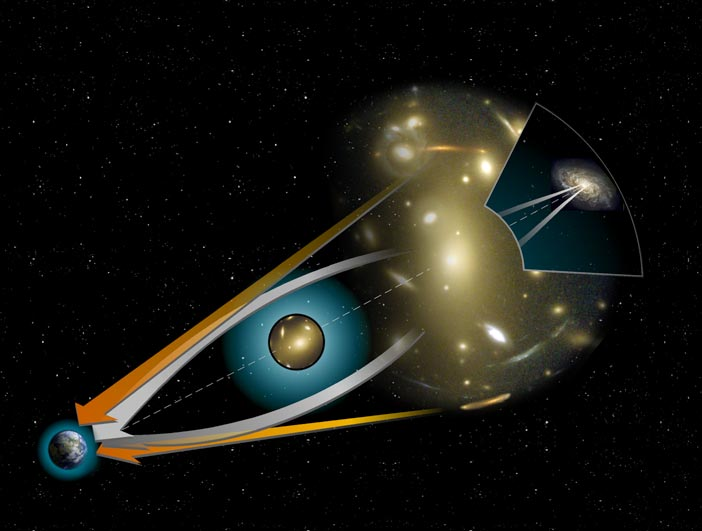
Esquema d'una lent gravitatòria.

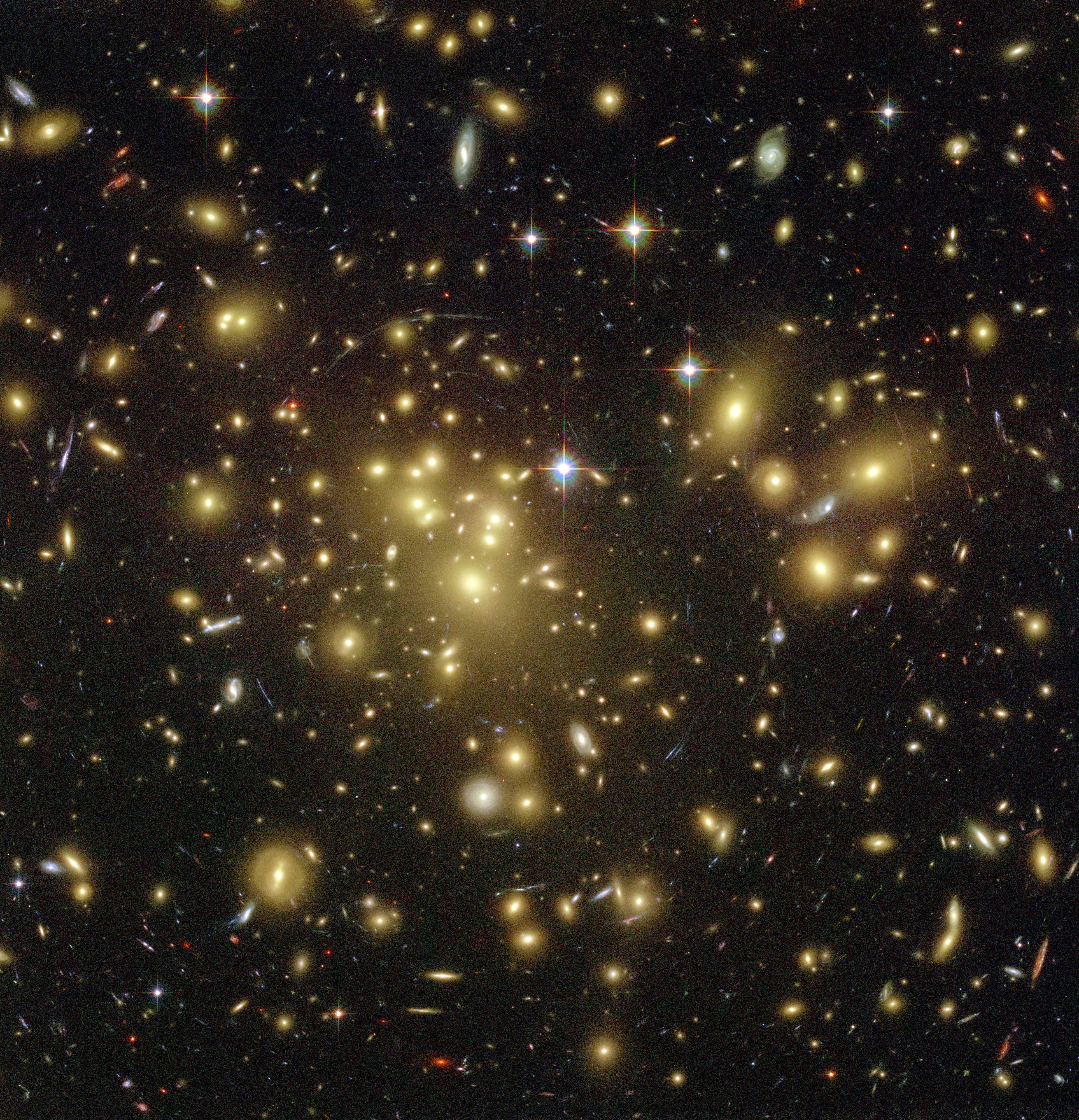
Efecte de la lent gravitatòria a l'observar el cúmul de galàxies Abell 1689. Imatge del telescopi espacial Hubble. (Amplieu la imatge per observar millor l'efecte).

Es parla de lent gravitatòria quan un objecte massiu (galàxia, cúmul de galàxies) produeix una curvatura local de l'espaitemps, la qual cosa produeix un efecte de deflexió dels raigs lluminosos.
Les lents gravitatòries van ser predites per la teoria de la relativitat general d'Einstein. L'any 1919 es va poder provar l'exactitud de la predicció. Durant un eclipsi solar, l'astrònom Arthur Eddington va observar com es corbava la trajectòria de la llum provinent d'estrelles distants en passar prop del Sol, produint-se un desplaçament aparent de les seves posicions. Els fenòmens de lents gravitatòries poden utilitzar-se per a detectar la presència d'objectes massius invisibles, com els forats negres i, fins i tot, els planetes extrasolars.
Hi ha tres classes de fenòmens de lent gravitatòria:
1. Forta: distorsions fàcilment visibles tals com la formació d'anells d'Einstein, arcs i múltiples imatges.
2. Feble: distorsió feble dels objectes de fons que pot ser detectada únicament analitzant un gran nombre dels objectes de fons.
3. Microlent: sense distorsió aparent en la forma però amb variacions febles de la intensitat de llum dels objectes de fons.

Una lent gravitatòria actua en tota mena de radiació electromagnètica, i no únicament en llum visible. De fet, aquest tipus de lents manquen d'aberració cromàtica, és a dir, el seu efecte no depèn de la longitud d'ona de la llum sobre la qual actuen, sinó que és igual per a tots els rangs de l'espectre electromagnètic, siga aquest òptic, infraroig, ultraviolat o qualsevol altre. Açò permet poder analitzar els objectes amplificats per la lent mitjançant les tècniques habituals de fotometria o espectroscòpia astronòmiques. Els efectes de les lents gravitatòries han estat proposats sobre la radiació de fons de microones i sobre algunes observacions de ràdio i raigs X.

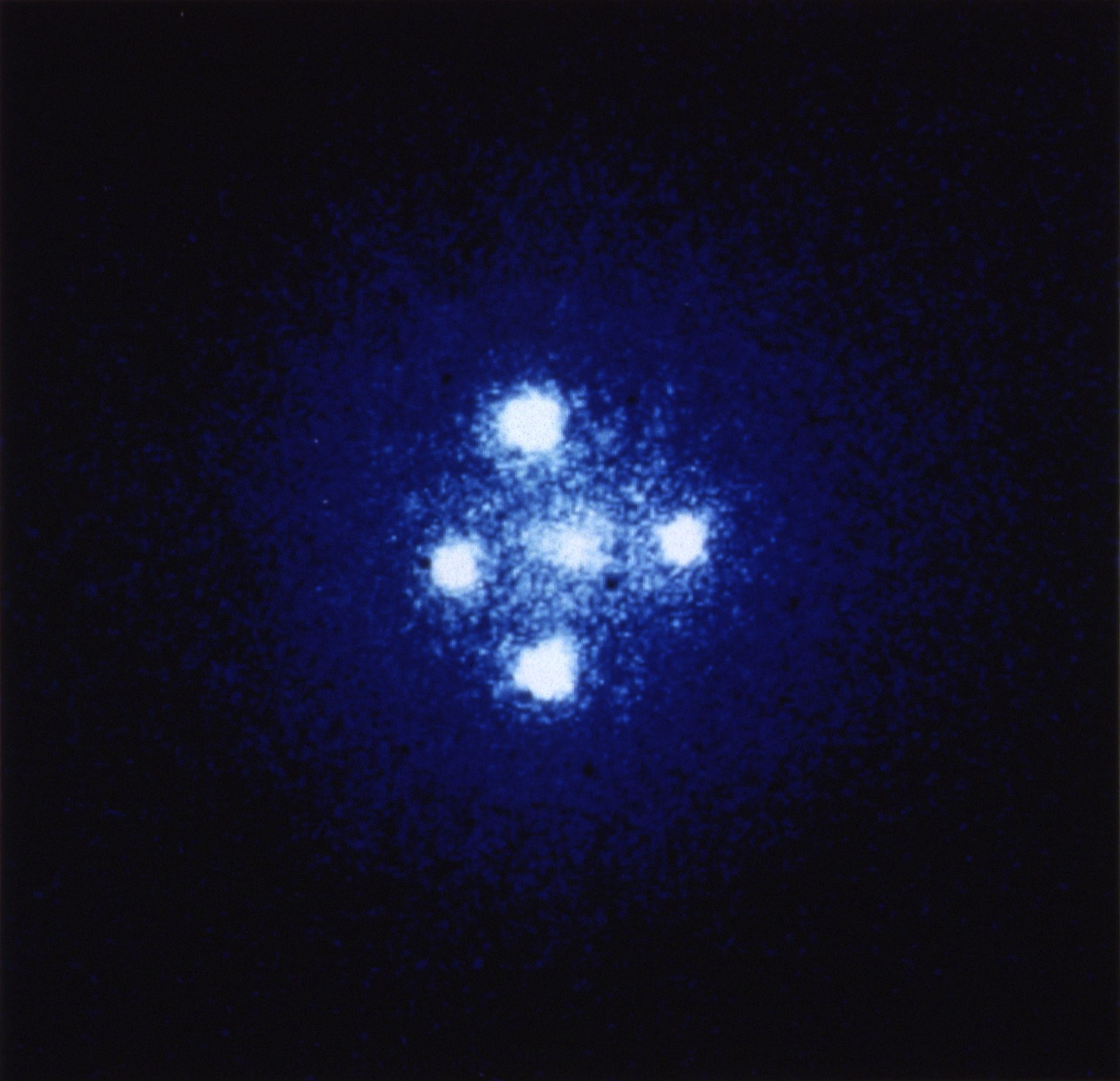
La Creu d'Einstein és, probablement, l'exemple individual més conegut de la lent gravitatòria. Aquest quàsar es pot veure quatre cops en una sola imatge degut a la influència gravitatòria de la galàxia del centre.

## Principi

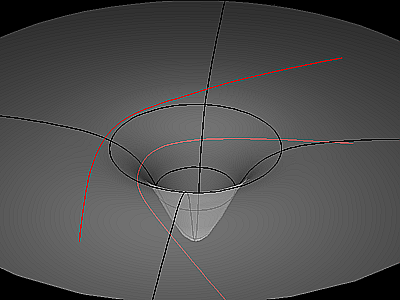
Dues línies geodèsiques, en vermell, sobre una superfície corba, aquestes geodèsiques coincideixen amb les trajectòries de dues partícules en el camp gravitatori esfèric d'una massa central d'acord amb la teoria general de la relativitat.

Un astre massiu, com un forat negre o una galàxia, deforma l'espaitemps, segons les lleis de la relativitat general. La llum, que sempre segueix el camí més curt, segueix línies geodèsiques en l'espaitemps que ja no són línies rectes i, per tant, és desviada pel camp gravitatori.
A diferència de les lents òptiques, la desviació dels raigs lluminosos és màxima en el punt més pròxim al centre de la lent gravitatòria i mínima en el punt més allunyat d'aquest centre. (Si l'observador està molt lluny, l'efecte serà menyspreable i la font de fons es veurà gairebé amb normalitat). Per consegüent, una lent gravitatòria no té un únic punt focal, sinó una "línia focal".
Així, per exemple, si una galàxia pròxima i un quàsar llunyà es troben en la mateixa línia de visió, és a dir, exactament en la mateixa direcció del cel respecte a l'observador, la llum del quàsar es desviarà fortament en passar prop de la galàxia. Els raigs de llum que passen lleugerament per sobre de la galàxia es desvien cap avall i donen lloc a una imatge del quàsar desplaçada cap amunt. D'altra banda, els raigs de llum que passen per sota de la galàxia es desvien cap amunt i donen lloc a una imatge del quàsar desplaçada cap avall. D'aquesta manera, la galàxia pròxima, en pertorbar la propagació de la llum del quàsar, dona lloc a diverses imatges del quàsar.
El nombre total d'imatges ve determinat per la forma de la galàxia i la precisió de l'alineació. A vegades, quan l'alineació entre els dos objectes és perfecta, la imatge de l'objecte llunyà pot modificar-se fins al punt d'adoptar la forma d'un anell lluminós que envolta la imatge de l'objecte pròxim.
En observar unes certes galàxies o quàsars, a vegades s'observen curiosos efectes òptics: la seva imatge es duplica, triplica o fins i tot quintuplica a una distància d'alguns segons d'arc, o adopta la forma d'arcs corbats al voltant d'un eix central. Aquestes imatges múltiples estan en perfecta correlació en tots els punts. A més de multiplicar les imatges del quàsar, la galàxia també concentrarà la llum del quàsar i, per tant, produirà imatges molt més brillants. Es tracta d'un efecte benvingut quan s'observen cossos molt febles.

## Aplicacions astronòmiques
Les lents gravitacionals poden utilitzar-se com en un telescopi per a observar la llum procedent d'objectes molt llunyans. Investigadors estatunidencs van ser capaços de detectar la galàxia més llunyana coneguda gràcies a l'efecte de lent gravitacional exercit per l'agrupació de galàxies Abell 2218. Aquestes observacions van ser realitzades amb el telescopi espacial Hubble (15 de febrer de 2004). Tres planetes extrasolars han estat descoberts també en esdeveniments de microlents gravitacionals. Aquesta tècnica permetrà detectar la presència de planetes de massa terrestre al voltant d'estrelles semblants al Sol si aquests són comuns.
A més es poden usar en sentit completament invers: a partir de la deformació de les fonts de fons es pot deduir la distribució de massa de l'objecte que fa de lent. Això és especialment útil en el cas de cúmuls de galàxies, com el ja esmentat Abell 2218 o molts altres. Aquesta tècnica té l'avantatge que és capaç de rastrejar també la matèria fosca del cúmul.

## Observacions
En 1937, utilitzant les lleis de la relativitat general, Fritz Zwicky va predir que les galàxies poden causar efectes gravitatoris en la llum de les fonts que oculten. Els efectes de lent gravitacional van ser discutits per altres autors a la fi de la dècada de 1960.
El primer exemple d'aquest fenomen va ser observat el 29 de març de 1979 per l'astrònom britànic Dennis Walsh i els seus col·legues en Kitt Peak. Els astrònoms van observar dues imatges d'un quàsar anomenat Q0957+561A-B. Els dos objectes, separats per sis segons d'arc, són de magnitud 17,5 i tenen exactament el mateix espectre, amb un desplaçament al vermell de 1,407. Walsh suposa que es tracta d'una imatge duplicada d'un únic quàsar. Observacions posteriors ho confirmen i mostren que, en aquest cas, la lent gravitatòria és creada per una galàxia el·líptica gegant quatre vegades més pròxima a la Terra que el quàsar.
Els efectes de les fortes lents gravitatòries creades pels cúmuls de galàxies van ser detectats per primera vegada a la fi de la dècada de 1970 per Roger Lynds, del National Optical Astronomy Observatory (Observatori Nacional d'Astronomia Òptica), i Vahe Petrosian, de la Universitat Stanford, quan van descobrir un arc de llum gegant en un estudi de cúmuls de galàxies. Lyngs i Petrosian van publicar el seu descobriment diversos anys després, en 1986, sense conèixer l'origen de l'arc.
En 1984, J. Anthony Tyson, dels Laboratoris Bell, i els seus col·laboradors van ser els primers a postular el concepte de lent gravitacional galàxia-galàxia, encara que els seus resultats no van ser concloents.
En 1987, un equip dirigit per Genevieve Soucail, de l'Observatori de Tolosa, va presentar dades d'una estructura anul·lar blava en Abell 370 i va llançar la idea d'un efecte de lent gravitacional.
En 1988, els radioastrónomos del Very Large Array van descobrir una lent gravitatòria en forma d'anell, MG 1131+0456, coherent amb la teoria. L'objecte va rebre el nom de "anell d'Einstein".
La primera anàlisi de les lents gravitatòries creades per cúmuls va ser realitzat en 1990 per un equip dirigit per Tyson. Van detectar una alineació coherent de galàxies aplanades de color blau pàl·lid darrere d'Abell 1689 y CL 1409+52.

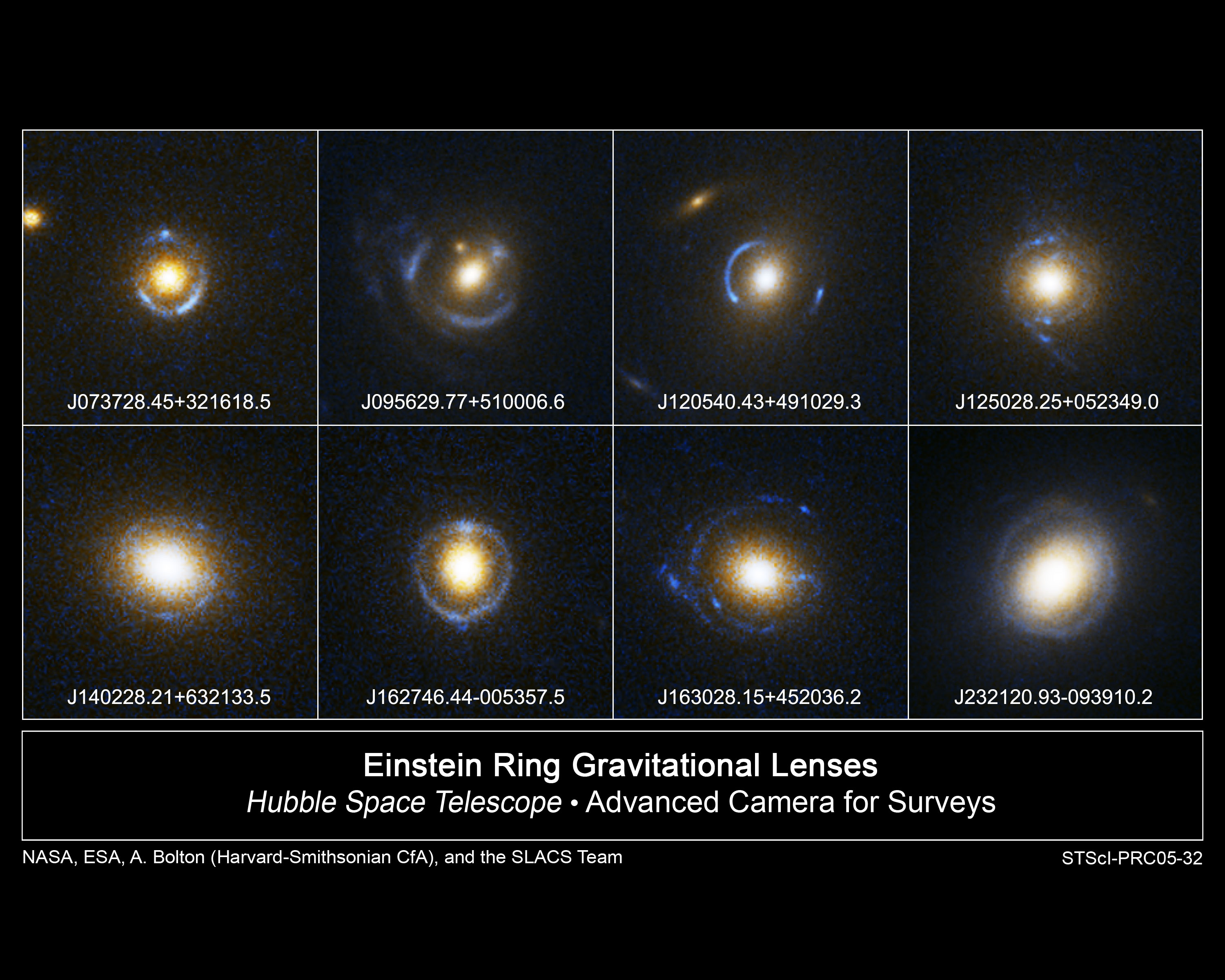
Diversos anells parcials d'Einstein presos pel telescopi espacial Hubble.

En 1995, el telescopi espacial Hubble va revelar un exemple molt impressionant de lent gravitacional creada pel cúmul de galàxies Abell 2218, que produeix múltiples imatges de tota una població de galàxies llunyanes i dona lloc a més de 120 arcs de llum.
En 1996, Tereasa G. Brainerd va publicar observacions convincents de lents gravitacionals galàxia-galàxia.
En 2000, un ampli estudi que utilitzava observacions del Sloan Digital Sky Survey va presentar resultats significatius de lents galàxia-galàxia.
Aquest mateix any, quatre grups independents van publicar la primera detecció de cisallament còsmic.
Des d'aquests descobriments, la construcció de telescopis més grans amb millors resolucions i l'arribada dels estudis de galàxies de camp ampli han augmentat enormement el nombre de fonts de fons i de galàxies lenticulars en primer pla, facilitant l'observació de senyals lenticulars i permetent un mostreig estadístic molt més robust de les galàxies implicades.
En 2017, les dades del telescopi espacial Hubble van mesurar la massa d'una nana blanca a través de lents gravitacionals, amb una desviació de 31,53 ± 1,20 més.
Les diferents imatges d'un mateix objecte degudes a les lents gravitacionals són el resultat del recorregut dels raigs de llum al llarg de distàncies que poden diferir significativament d'una imatge a una altra. Aquestes imatges en un moment donat representen llavors l'objecte en moments significativament diferents. En 2021, un estudi de fotografies preses en 2016-2017 pel telescopi espacial Hubble revela l'aparició de la supernova AT 2016jka en tres imatges de la llunyana galàxia MRG-M0138, amb desfasaments de fins a gairebé 200 dies. L'aparició d'aquesta supernova en una quarta imatge està prevista per a 2037 ± 2. La seva observació hauria d'aportar noves dades sobre la constant de Hubble i l'energia fosca.